# Ectropothecium perplicatum
Ectropothecium perplicatum är en bladmossart som beskrevs av Edwin Bunting Bartram 1945. Ectropothecium perplicatum ingår i släktet Ectropothecium och familjen Hypnaceae. Inga underarter finns listade i Catalogue of Life.